# Xiaomi Redmi Note 3
El Xiaomi Redmi Note 3 es un teléfono inteligente desarrollado por Xiaomi Inc. Redmi es una parte de la línea de móviles de gama baja, y tiene tres variantes.
- La variante MediaTek (nombre en clave Hennessey) fue lanzado el 24 de noviembre de 2015.[2]
- La variante Snapdragon (nombre en clave Kenzo) fue lanzado en febrero de 2016.[3]
- La variante Redmi Note 3 Special Edition[4] (nombre en clave kate) fue lanzada en junio de 2016, presenta un mejorado sistema de módem y una nueva carcasa, todas las especificaciones excepto módem, son las mismas que en kenzo.

## Especificaciones

### Hardware
La variante MediaTek de Xiaomi Redmi Note 3 está equipado con MediaTek MT6795 Helio X10, PowerVR G6200 GPU. Las variantes Snapdragon tienen el Hexa-núcleo 1.8 GHz Snapdragon 650 y Adreno 510 GPU.
Todas las  variantes incluyen un 5.5 en (140 5,5 plg (139,7 mm)) 1080p  de resolución, 2 GB o 3 GB RAM, 16 GB o 32 GB eMMC 5.0 de flash, 5MP de cámara delantera, no desmontable Li-Po 4050 mAh de batería y da soporte en redes de 802.11b/g/n/ac de 2.4 y 5 GHz  ambas bandas. Los móviles también soportan dos tarjetas SIM o una tarjeta SIM + una tarjeta microSDHC porque una tarjeta SIM y una tarjeta microSDHC comparten la misma ranura de bandeja física. 
Una diferencia notable entre MediaTek y Qualcomm es la cámara principal del móvil. En Mediatek el móvil utiliza un sensor menos potente de 13 MP, mientras que en los modelos Qualcomm mejoran esto a un sensor de 16 MP .
Las versiones de Snapdragon utilizan una pantalla especial, esta tecnología se conoce como 'Pantalla Solar' en la cual el móvil detecta la luz ambiental y hace ajustes en el nivel de los pixel para ser más legible a plena luz del sol. También presenta un filtro azul para bajar el brillo en las lecturas de noche.
Otra característica notable del móvil es la presencia de un sensor de huella digital en la parte de atrás. No solo es rápido, también está muy cuidado. Puede ser utilizado en todas las  direcciones y puede desbloquear el móvil en alrededor de 0.1 s. También puede ser utilizado para hacer fotos con la cámara delantera o de la trasera.

### Software
Kenzo se ejecuta en un Android basado en MIUI 7 OS, que fue actualizado a MIUI 8 basado en Android 6.0 y, a continuación, a la nueva MIUI 9. Muchas personalizaciones de Android ROMs están disponibles para este dispositivo; por ejemplo, MIUI 9 basado en Android 7.0, CyanogenMod  13 y 14 (basado en Android Marshmallow y Nougat, respectivamente), Linaje OS  13, 14, 15 y un inestable puerto de Sailfish OS.
Kate llegó con MIUI 8 basado en Android 6.0 el cual se actualizó más tarde a MIUI 9.
Aunque las dos variantes basadas en Snapdragon son similares, sus ROMs no son compatibles entre sí y la instalación de una incorrecta puede provocar la ruptura del dispositivo.
La variante de Mediatek funciona en MIUI 7, actualizado a la última MIUI 9.

## Ventas
El 25 de agosto de 2016, Xiaomi informó que había vendido alrededor de 1,75 millones de unidades desde marzo de 2016. También se convirtió en la mayor fábrica de teléfonos inteligentes en el mercado en línea de la India en el Q2 de 2016. También se convirtió en la mayor venta en línea de móviles en la India después de vender 2,3 millones de unidades hasta septiembre de 2016.
En septiembre de 2017, InsightPortal informó que el teléfono se clasificó como décimo (puesto 10) en su lista de los diez mejores dispositivos en todo el mundo con una cuota de mercado del 1,1 %.

## Proveedor de partes
- Procesador: Qualcomm o Mediatek
- Módem: Qualcomm o Mediatek
- PMIC: Qualcomm O Mediatek
- Wifi/Bluetooth: Qualcomm O Mediatek
- Pantalla: Sharp, Tianma, Boe
- Táctil: Focaltech, Atmel
- Cámara: Samsung, OmniVision
- Batería: Sunwoda, Coslight
- Huella digital: FPC, Goodix
- Conectividad:-

| Wi-Fi          | Sí                 |
| Wi-Fi estándar | 802.11 un/b/g/n/ac |
| GPS            | Sí                 |
| Bluetooth      | Sí, v 4.10         |
| NFC            | No                 |
| Infrarrojo     | Sí                 |
| USB OTG        | Sí                 |
| Auriculares    | 3.5 mm             |
| FM             | Sí                 |
| Número de SIMs | 2                  |